# (35180) 1993 TC38
1993 TC38 (asteroide 35180) é um asteroide da cintura principal. Possui uma excentricidade de 0.14354810 e uma inclinação de 4.91430º.
Este asteroide foi descoberto no dia 9 de outubro de 1993 por Eric Walter Elst em La Silla.